# Коломенское высшее артиллерийское командное училище

Мемориальная доска Герою Советского союза В. В. Задорожному

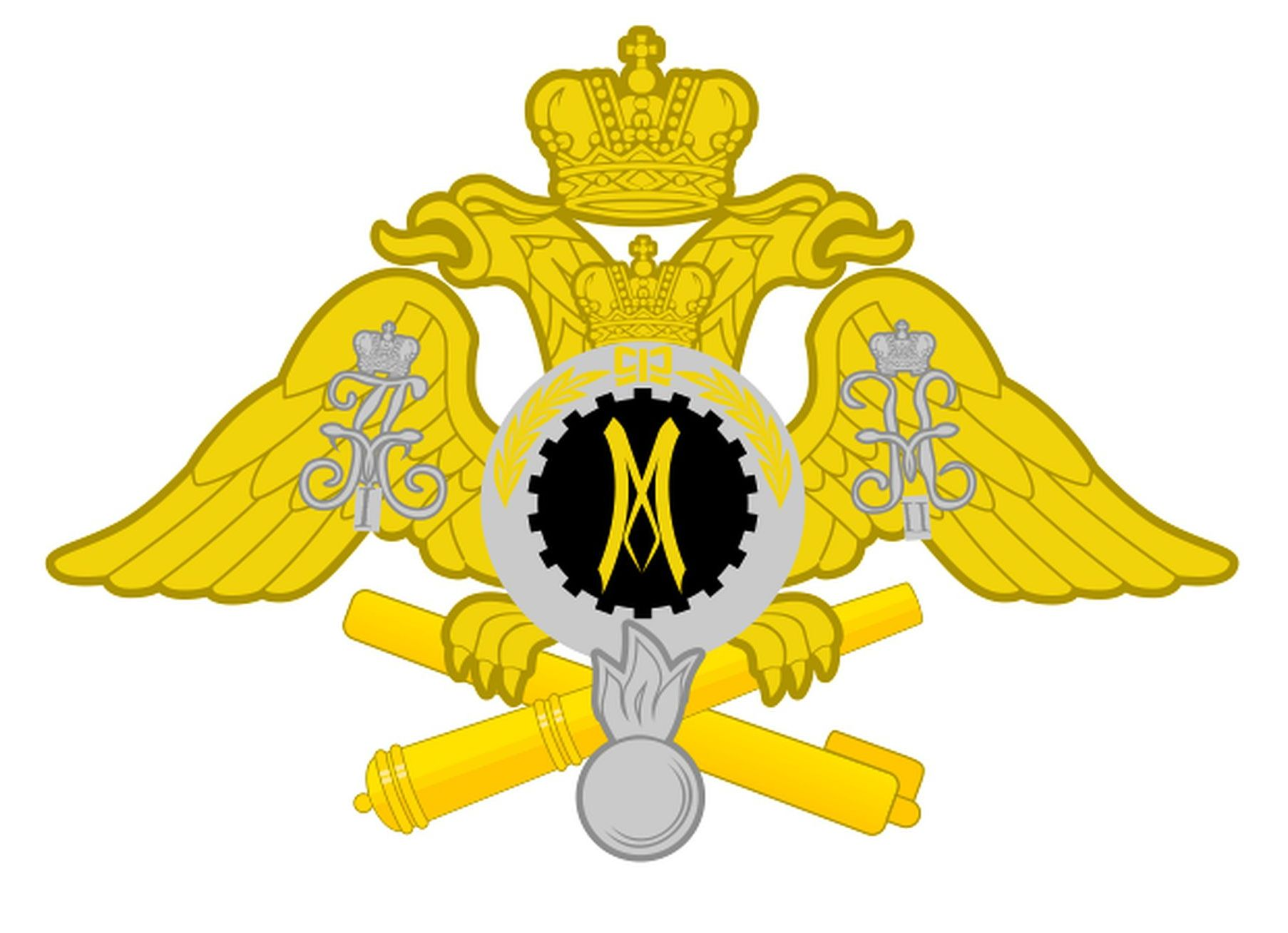
Герб Михайловского артиллерийского училища

Коломенское высшее артиллерийское командное училище — военный институт, осуществлявший подготовку офицерских кадров командного профиля для артиллерийских формирований Вооружённых сил Российской Федерации.
Сокращённое наименование — КВАКУ. Училище размещалось в исторической части Коломны на берегу Москвы-реки. Учебный центр (полигон) училища располагался вблизи села Сельцы в Рязанской области на берегу реки Оки. В годы Великой Отечественной войны училище дислоцировалось в Чкалове. В декабре 2008 года высшее военно-учебное заведение ликвидировано, его правопреемником является Учебный центр боевого применения ракетных войск и артиллерии Сухопутных войск, расположенный в историческом районе Коломны Ларцевы Поляны.

## Наименования
За время своего существования формирование имело следующие наименования:
- с 1820 года — Санкт-Петербургское артиллерийское училище.
- с 1849 года — Михайловское артиллерийское училище.
- с 1918 года — 1-е Советские артиллерийские Петроградские командные курсы.
- с 1920 года — 2-е Петроградские артиллерийские курсы.
- с 1921 года — 3-я Петроградская школа полевой тяжелой артиллерии.
- с 1924 года — 2-я Ленинградская артиллерийская школа.
- с 1937 года — 2-е Ленинградское артиллерийское училище.
- с 1957 года — Коломенское артиллерийское училище.
- с 1968 года — Коломенское высшее артиллерийское ордена Ленина Краснознаменное командное училище имени Октябрьской Революции.
- с 1995 года — Михайловское высшее артиллерийское командно-инженерное училище.
- с 1998 года — Санкт-Петербургский военный артиллерийский университет (филиал город Коломна).
- с 2004 года — Коломенское высшее артиллерийское командное училище (военный институт).

## История

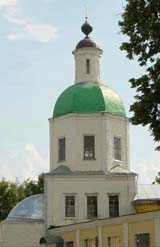
Христорождественская церковь (расположена на территории бывшего КВАКУ)

В 1938 году училище награждено орденом Красного Знамени, в 1943 году — орденом Ленина, в 1969 - орденом Октябрьской Революции.
Училище готовило офицеров-артиллеристов для Сухопутных войск, ВДВ, артиллерии морской пехоты и войск береговой обороны ВМФ. Также выпускники училища служат в частях ВВ МВД России, и пограничной службе ФСБ России.
В 1999 году на территории училища была восстановлена и освящена патриархом Алексием II Христорождественская церковь.
30 декабря 2008 года училище расформировано, его правопреемником стал 1000-й учебный центр боевого применения ракетных войск и артиллерии Сухопутных войск (расформированный 30.11.2017), расположенный в Ларцевых Полянах.
1 декабря 2017 года на базе расформированного 1000-го учебного центра была сформирована 236-я артиллерийская бригада вошедшая в состав 20-й гвардейской общевойсковой армии Западного военного округа.

## Начальники училища
- Дереш, Андрей Николаевич  с 1930 по 1936 год,
- Тихонов, Виктор Георгиевич комбриг, с 1936 по 1940 год,
- Толстопятов, Иван Иванович подполковник, с 1949 по 1959 год,
- Броуд, Яков Исаакович генерал-майор, с 1940 по 1941 год,
- Голиков, Андрей Алексеевич генерал-майор, с 1961 по 1966 год,
- Строганов, Евгений васильевич генерал-майор, с 1966 по 1968 год,
- Байсара, Андрей Тимофеевич генерал-лейтенант, с 1968 по 1982 год,[3]
- Михайлов, Анатолий Иванович генерал-майор, с 1982 по 1987 год,
- Зарицкий, Владимир Николаевич генерал-майор, с 1987 по 1992 год,
- Шумеев, Виктор Иванович генерал-майор, с 1992 по 2005 год,
- Полушкин, Михаил Степанович полковник, с 2006 по 2008 год.

## Известные выпускники
См. Выпускники Коломенского высшего артиллерийского командного училища
За 188 лет существования училище произвело 254 выпуска, в нём подготовлено более 36 тысяч офицеров — артиллеристов, которые принимали участие в боях за свободу и независимость Отечества и проявляли чудеса мужества и героизма. Более 800 выпускников стали генералами, деятелями науки и техники, культуры и искусства. Свыше 300 выпускников стали кавалерами ордена Святого Великомученика и Победоносца Георгия. 2 выпускника училища (лейтенант Булавский В. К. и полковник Богданов Н. В.) навечно занесены в списки училища в 1 и 7 батарею соответственно. В разные годы училище окончили генерал армии Ю. А. Яшин, генерал-полковники М. П. Дмитриев, Д. А. Журавлёв, П. С. Семёнов, В. И. Хохлов, А. И. Хюпенен, Ю. Н. Родионов, первый президент Академии артиллерийских наук, академик, дважды Герой Социалистического труда, генерал-лейтенант А. А. Благонравов, конструктор артиллерийских орудий генерал-полковник В. Г. Грабин, художник генерал-майор Н. А. Ярошенко, солист Большого театра народный артист СССР Пьявко В. И., писатели Г. Я. Бакланов и Б. П. Нечаев и многие другие.
53 выпускника удостоены высоких званий Героев Труда, Советского Союза, Социалистического Труда и России. Из них 8 Героев Советского Союза в Советско-финляндскую войну, 37 Героев Советского Союза и Героев Социалистического Труда в Великую Отечественную войну и 8 человек, удостоенных высокого звания Героя Советского Союза и России

## Общественные почести
21 июля 2018 года в Мемориальном парке Коломны был установлен памятный знак коломенским курсантам.
19 ноября 2018 года в ходе празднования Дня ракетных войск и артиллерии был открыт обновлённый барельеф «Улица коломенских курсантов».

Барельеф «Улица коломенских курсантов»